# アジアハイウェイ1号線
 アジアハイウェイ1号線 （アジアハイウェイ1ごうせん）は、アジアハイウェイの路線の一つである。総延長は20,557 kmで、アジアハイウェイの中で最も長い路線である。

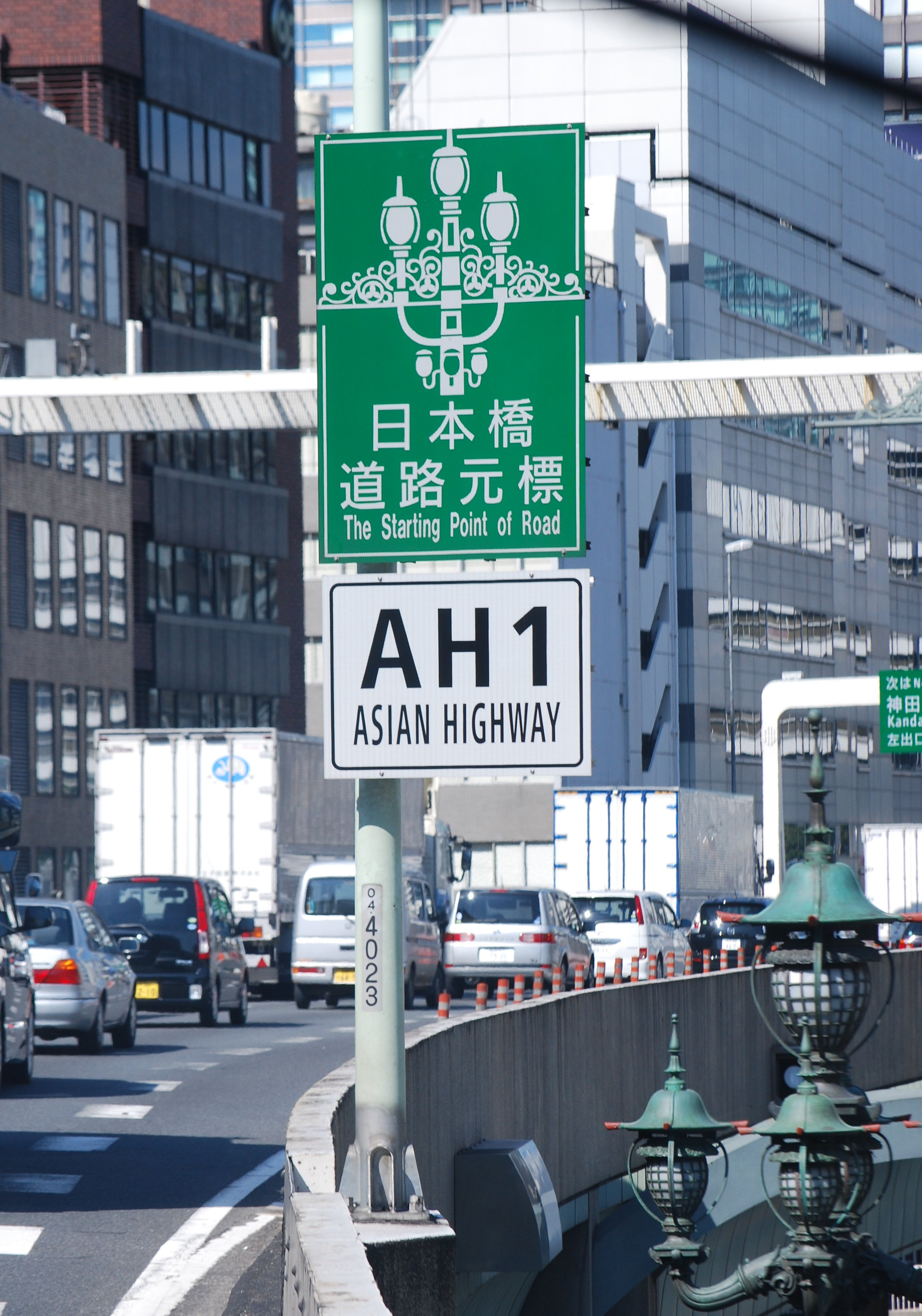
東京日本橋のAH1号線の起点にあるAH1の標識

日本の東京を起点とし、韓国、北朝鮮、中国、ベトナム、カンボジア、タイ、ミャンマー、インド、バングラデシュ、インド、パキスタン、アフガニスタン、イランを経由してトルコとブルガリアとの国境付近の終点に至る。また、トルコ国内区間は  欧州自動車道路E80号線と重複している。

## 経路

### 日本

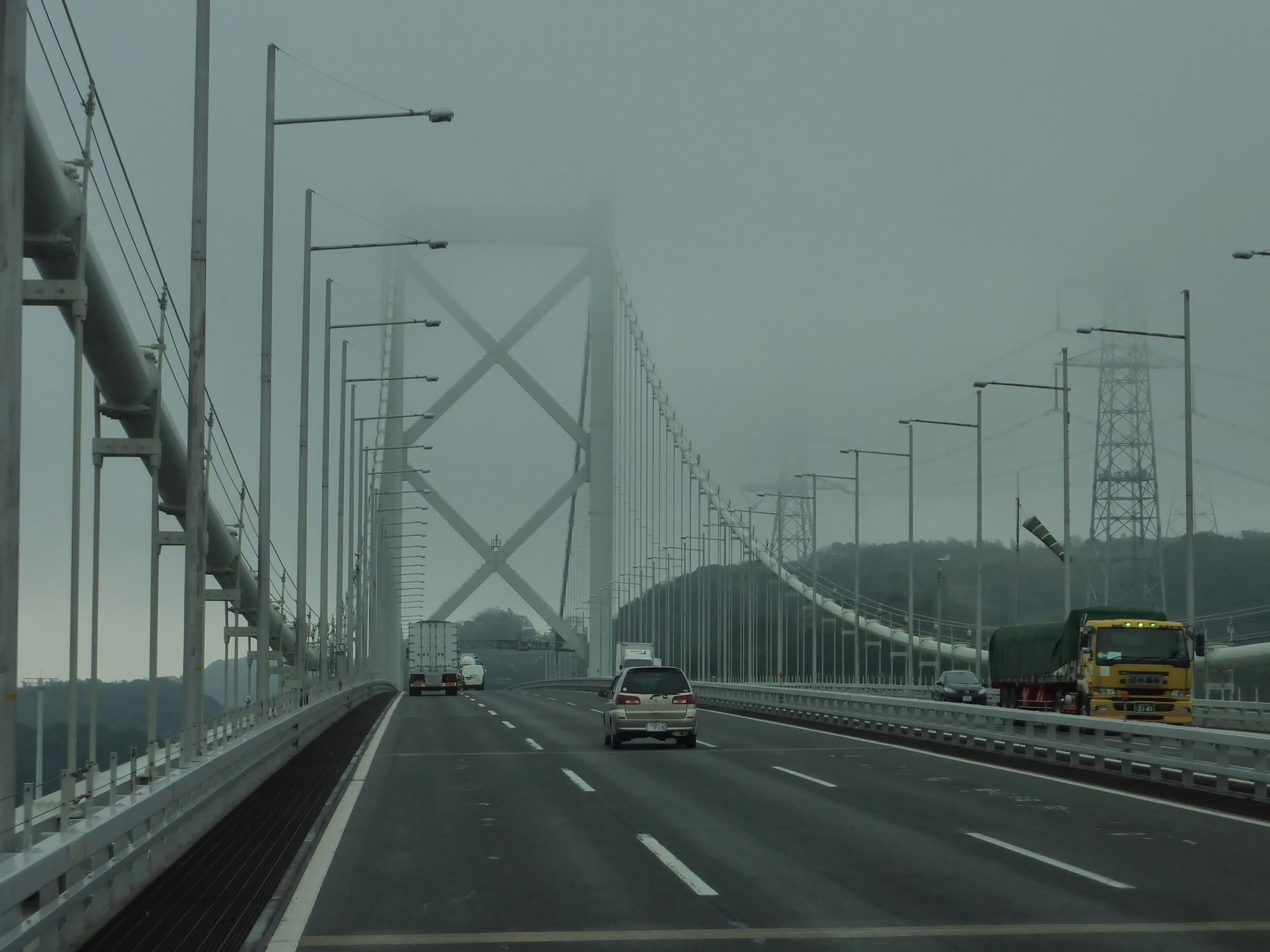
関門海峡に架かる関門橋（山口県下関市・福岡県北九州市）

日本国内区間の全長は1,108 kmで、2003年11月にAH-1に編入された。国内のルートは以下の通り（括弧内はセクション番号）。近年開通した新東名高速道路や新名神高速道路、それらに直結する伊勢湾岸自動車道はルートに含まれていない。
- 首都高速都心環状線（江戸橋JCT -<1>- 谷町JCT（竹橋JCT・三宅坂JCT経由））
- 首都高速3号渋谷線（谷町JCT -<1（続）>- 用賀出入口）
- E1 東名高速道路（東京IC -<1（続）>- 横浜町田IC -<2>- 厚木IC -<3>- 御殿場IC -<4>- 沼津IC -<5>- 静岡IC -<6>- 浜松IC -<7>- 豊川IC -<8>- 名古屋IC -<9>- 小牧JCT -<10>- 小牧IC）
- E1 名神高速道路（小牧IC -<10（続）>- 米原JCT -<11>- 京都南IC -<12>- 吹田JCT）
- E2A 中国自動車道（吹田JCT -<13>- 神戸JCT）
- E2 山陽自動車道（神戸JCT -<14>- 山陽姫路東IC -<15>- 岡山JCT -<16>- 福山西IC -<17>- 広島JCT -<18>- 廿日市JCT）
- E2 広島岩国道路（廿日市JCT -<18（続）>- 大竹JCT）
- E2 山陽自動車道（大竹JCT -<18（続）>- 徳山東IC -<19>- 山口JCT）
- E2A 中国自動車道（山口JCT -<20>- 下関IC）
- E2A 関門自動車道（下関IC -<21>- 門司IC）
- E3 九州自動車道（門司IC -<21（続）>- 小倉東IC -<22>- 福岡IC）
- 福岡高速4号粕屋線（福岡IC -<23>- 貝塚JCT）
- 福岡高速1号香椎線（貝塚JCT -<23（続）>- 東浜出入口）
- 福岡市内の東浜出入口 - 博多港国際ターミナル間は福岡市臨港道路（須崎東浜線・中央ふ頭1号線（マリン通り））を経由。
- フェリー（カメリアライン）
福岡からは、博多港国際ターミナルから出ているフェリー（カメリアライン）で韓国・釜山広域市に達する。

福岡周辺から壱岐・対馬を経由し釜山へ至る日韓トンネルの構想があるが、実現の見通しは立っていない。

### 大韓民国
韓国国内区間の全長は500 km。

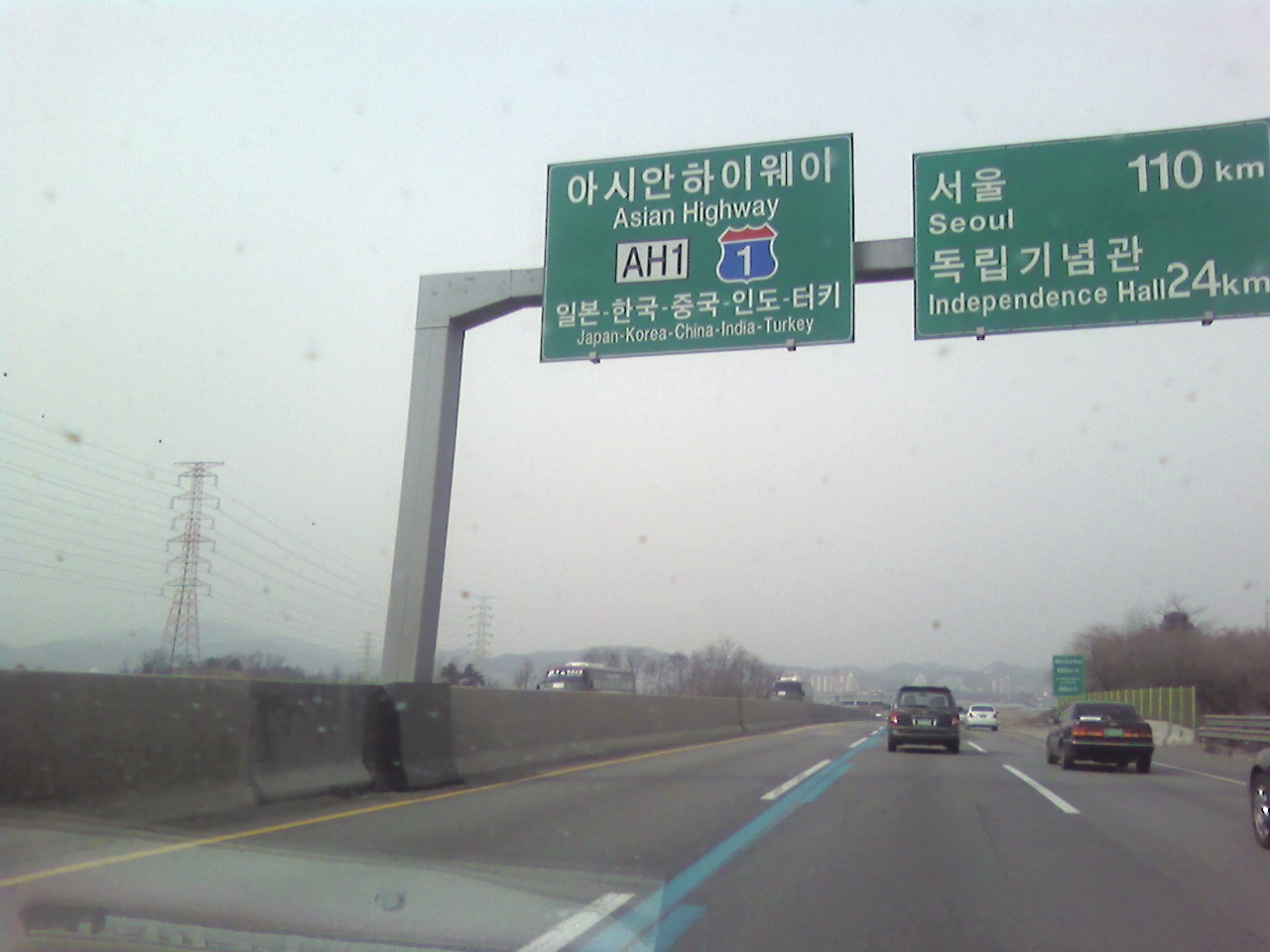
京釜高速道路清州IC-木川IC間にあるAH1を示す標識

- 釜山広域市の釜山港 - 門峴ランプ間は忠壮大路（朝鮮語版）を経由。
- 釜山第一都市高速道路: 門峴ランプ - 久瑞IC（金井区）
- 京釜高速道路: 久瑞IC - 蔚山広域市 - 慶州市 - 大邱広域市 - 大田広域市 - 清州市 - 天安市 - ソウル特別市 （漢南IC）
- ソウル特別市内では漢南大橋、漢南大路（朝鮮語版）、南山1号トンネル、退渓路（朝鮮語版）、統一路を経由。
- 国道1号線 （統一路）: 臨津江 - 統一大橋 - 板門店

統一大橋以北は民間人出入統制区域内のため、許可を受けた者以外は通行できない。また、板門店で北朝鮮の道路とつながるが、板門店を越えての出入境（出入国）を伴う通行も一般に認められていない。

### 朝鮮民主主義人民共和国
北朝鮮国内区間の全長は405 km。 平壌-開城高速道路を経由する。

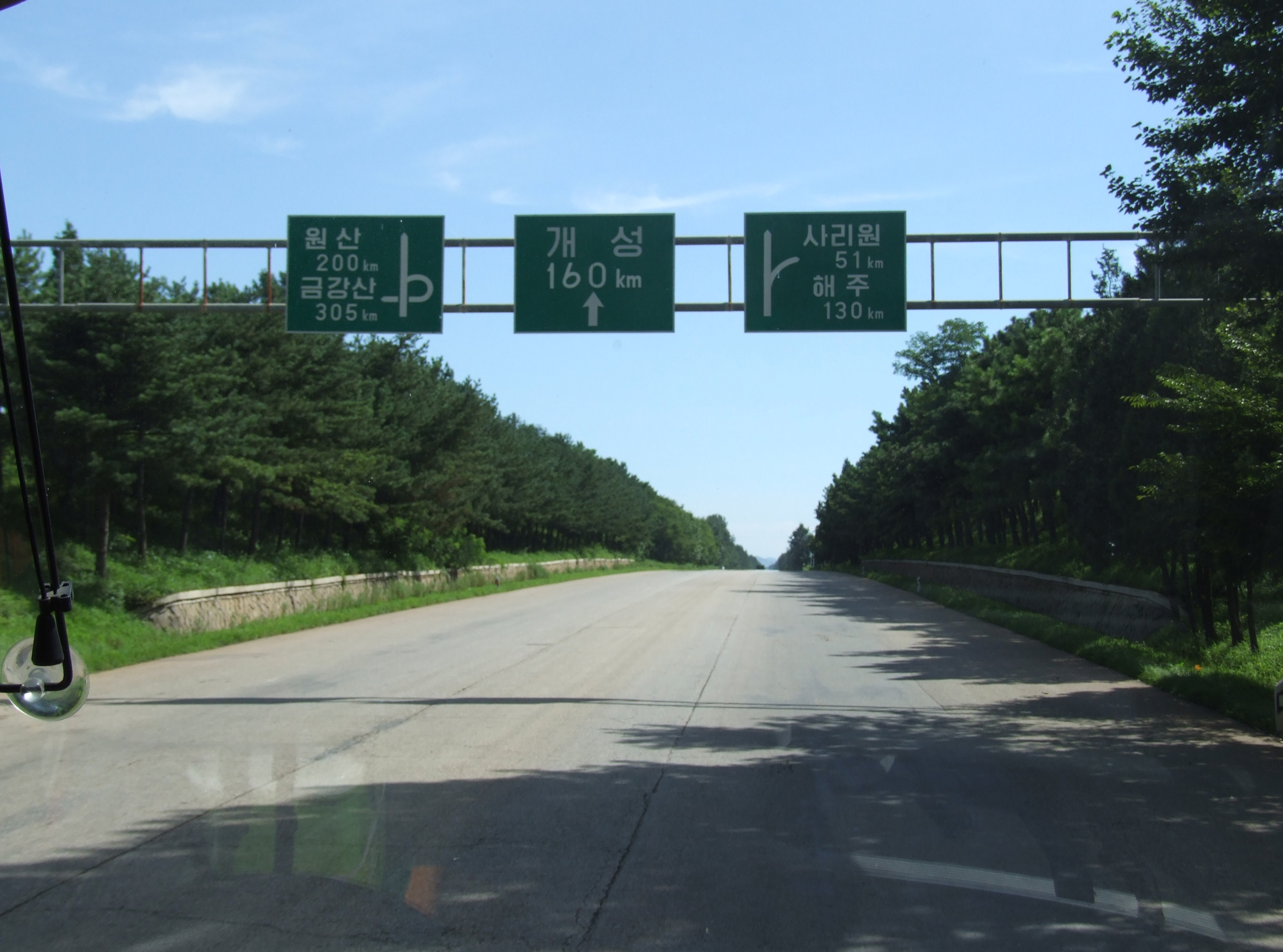
平壌開城高速道路

板門店 - 開城特別市 - 平壌直轄市 - 新義州市 - 中朝友誼橋

### 中華人民共和国
中国国内区間の全長は4,283 km。
- 中朝友誼橋 - 遼寧省丹東市

#### 一般国道
- G304国道 : 丹東市 - 瀋陽市
- G102国道 : 瀋陽市 - 北京市
- G107国道 : 北京市 - 河北省石家荘市 - 河南省鄭州市  - 信陽市 - 湖北省武漢市  - 湖南省長沙市 - 湘潭市 - 広東省広州市
  - 支線： G107国道 : 広州市 - 深圳市 - 香港境界
- G325国道 : 広州市 - 広西チワン族自治区南寧市
- G322国道 : 南寧市 - 友誼関

#### 高速道路

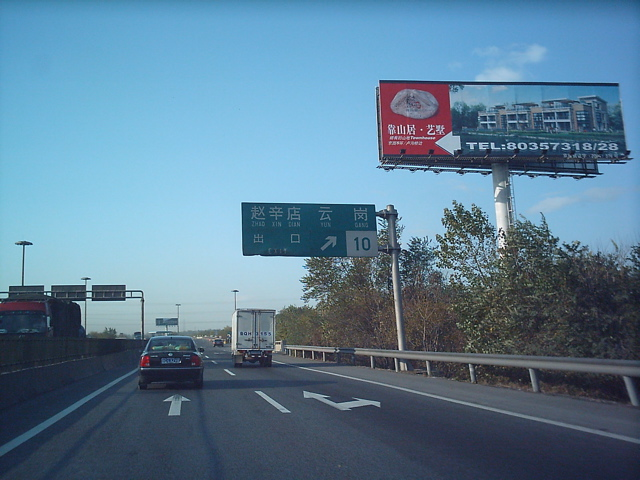
北京近郊にある杜家坎本線料金所付近の京港澳高速道路

- 丹阜高速道路（G1113） : 丹東市丹東IC－瀋陽市北李官JCT
- 京哈高速道路（G1）: 瀋陽市北李官JCT － 北京市四方橋JCT
- 北京四環路 四方橋JCT - 岳各荘JCT
- 京港澳高速道路（G4） 北京市岳各荘JCT － 石家荘市裕華路IC － 鄭州市新鄭IC － 信陽市信陽IC － 武漢市羊楼司料金所 － 長沙市李家塘JCT － 広州市太和JCT
  - 支線:   京港澳高速道路（G4） : 広州市太和JCT - 火村JCT - 深圳市皇崗料金所 - 深圳湾口岸
- 広州環状高速道路（G1501）: 広州市太和JCT - 茅山JCT - 龍山JCT - 仏山市横江JCT
  -  広州北二環高速道路（中国語版）（G1501）: 太和JCT - 茅山JCT
  -  広州西二環高速道路（中国語版）（G1501）: 広州市龍山JCT - 仏山市横江JCT
- 広昆高速道路（中国語版）（G80）: 仏山市横江JCT － 南寧市三岸JCT
- 南友高速道路（G7211）: 南寧市三岸JCT － 崇左市友誼関IC

### 香港特別行政区
香港境内の全長は10.9 km。全区間が広州で分岐する支線の一部である。
- 香港10号幹線（中国語版） : 深圳湾口岸 - 深港西部通道 - 屯門区藍地（中国語版）

### ベトナム

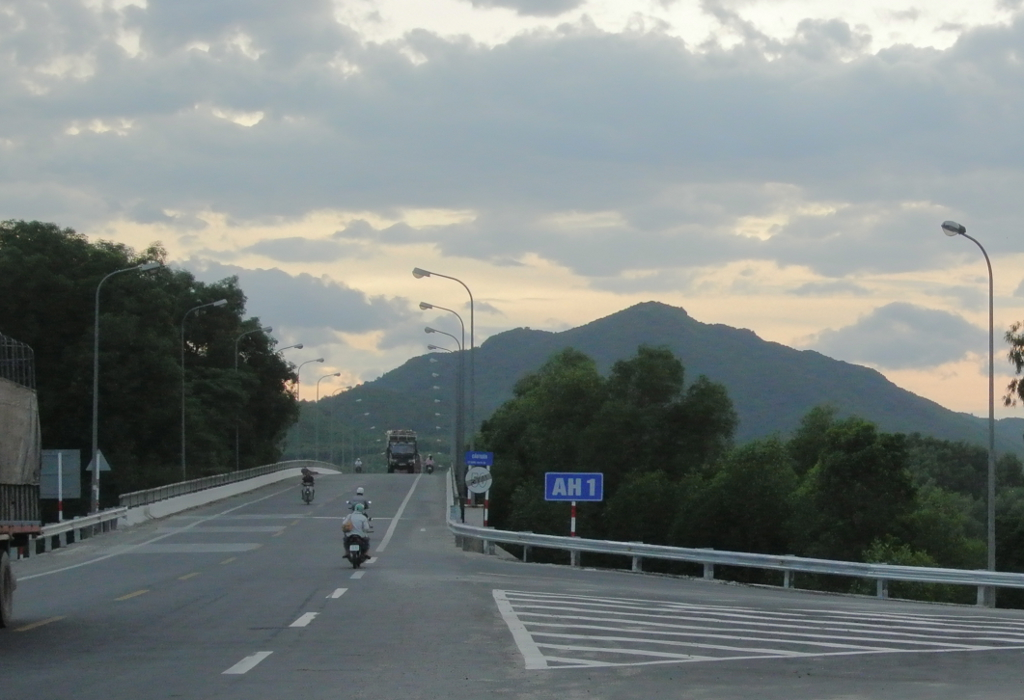
国道1A号線フエ郊外

ベトナム国内区間の全長は2,063 km。
- 国道1号線: ランソン省ドンダン - ハノイ - ゲアン省ヴィン - クアンビン省ドンホイ - フエ - ダナン - カインホア省ニャチャン - ドンナイ省ビエンホア - ホーチミン市
- 国道22号線: ホーチミン市 - タイニン省モクバイ

### カンボジア

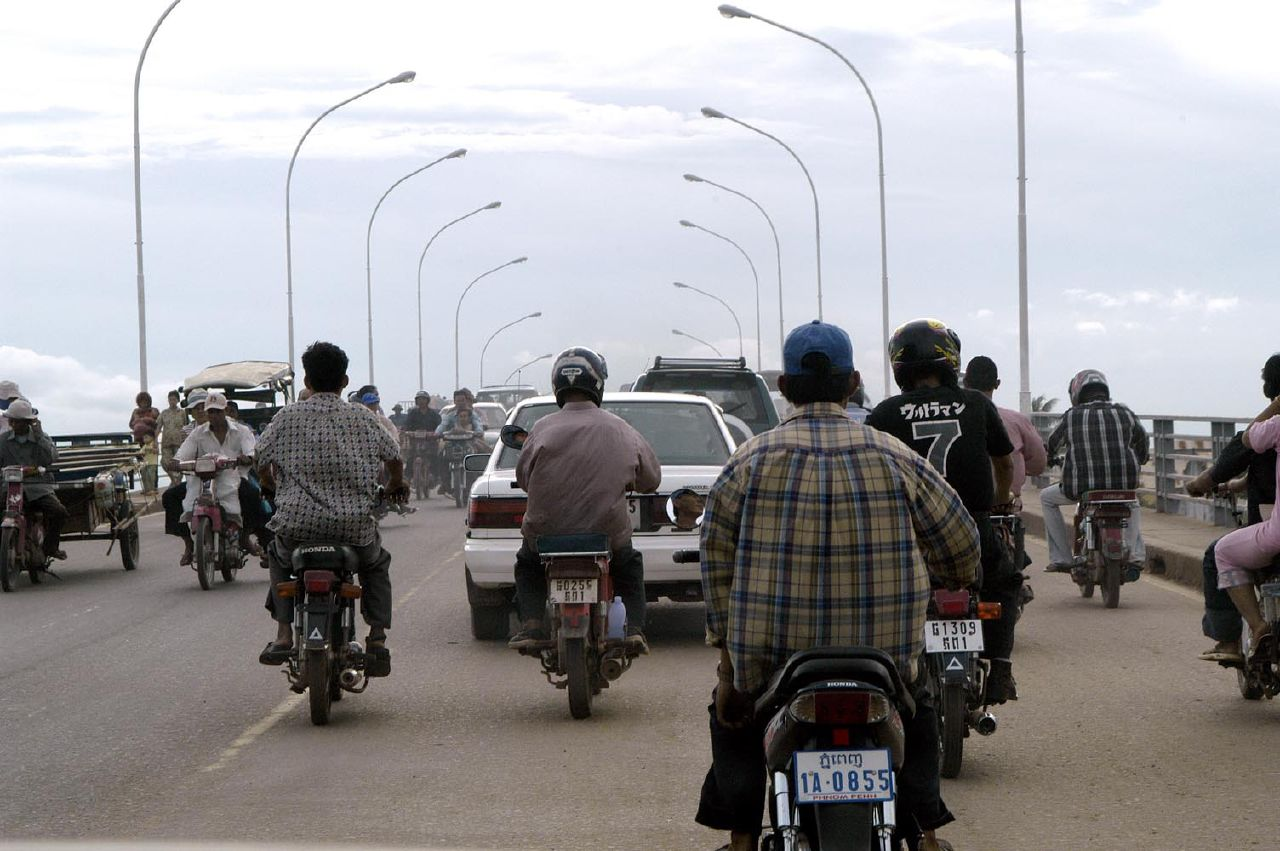
プノンペンのモニボン橋

カンボジア国内区間の全長は575 km。
- 国道1号線（英語版） : スヴァイリエン州バヴェット（英語版） - プノンペン
- 国道5号線（英語版） : プノンペン - バンテイメンチェイ州ポイペト

### タイ王国
タイ国内区間の全長は701 km。
- 国道33号線（タイ語版） : サケーオ県アランヤプラテート - プラーチーンブリー県カビンブリ（英語版） - サラブリー県ヒンコン
- 国道1号線 : ヒンコン - アユタヤ県バーンパイン
  - 支線： 国道1号線 : バーンパイン - バンコク
- 国道32号線（英語版） : バーンパイン - チャイナート県チャイナート
- 国道1号線 : チャイナート - ターク県ターク（英語版）
- 国道12号線（ドイツ語版） : ターク - メーソート

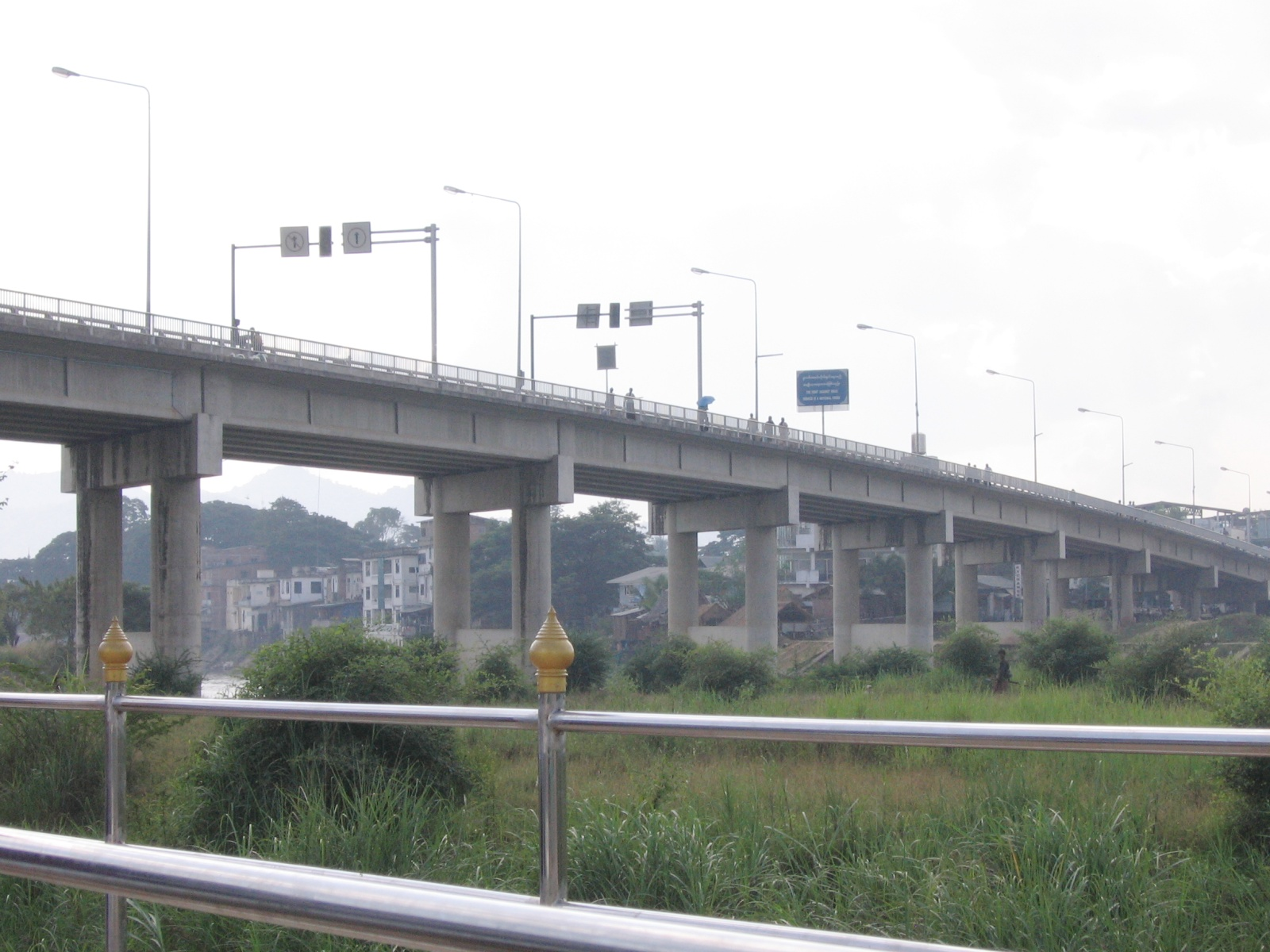
AH1号線の一部であるタイ・ミャンマー友好橋

### ミャンマー連邦
ミャンマー国内区間の全長は1,650 km。
- 国道8号線（英語版） : カレン州ミャワディ - バゴー管区パヤジ
- 国道1号線（英語版） : パヤジ - マンダレー管区メイッティーラ - マンダレー - ザガイン管区タム（英語版）
  - 支線：国道1号線: パヤジ - ヤンゴン

### インド

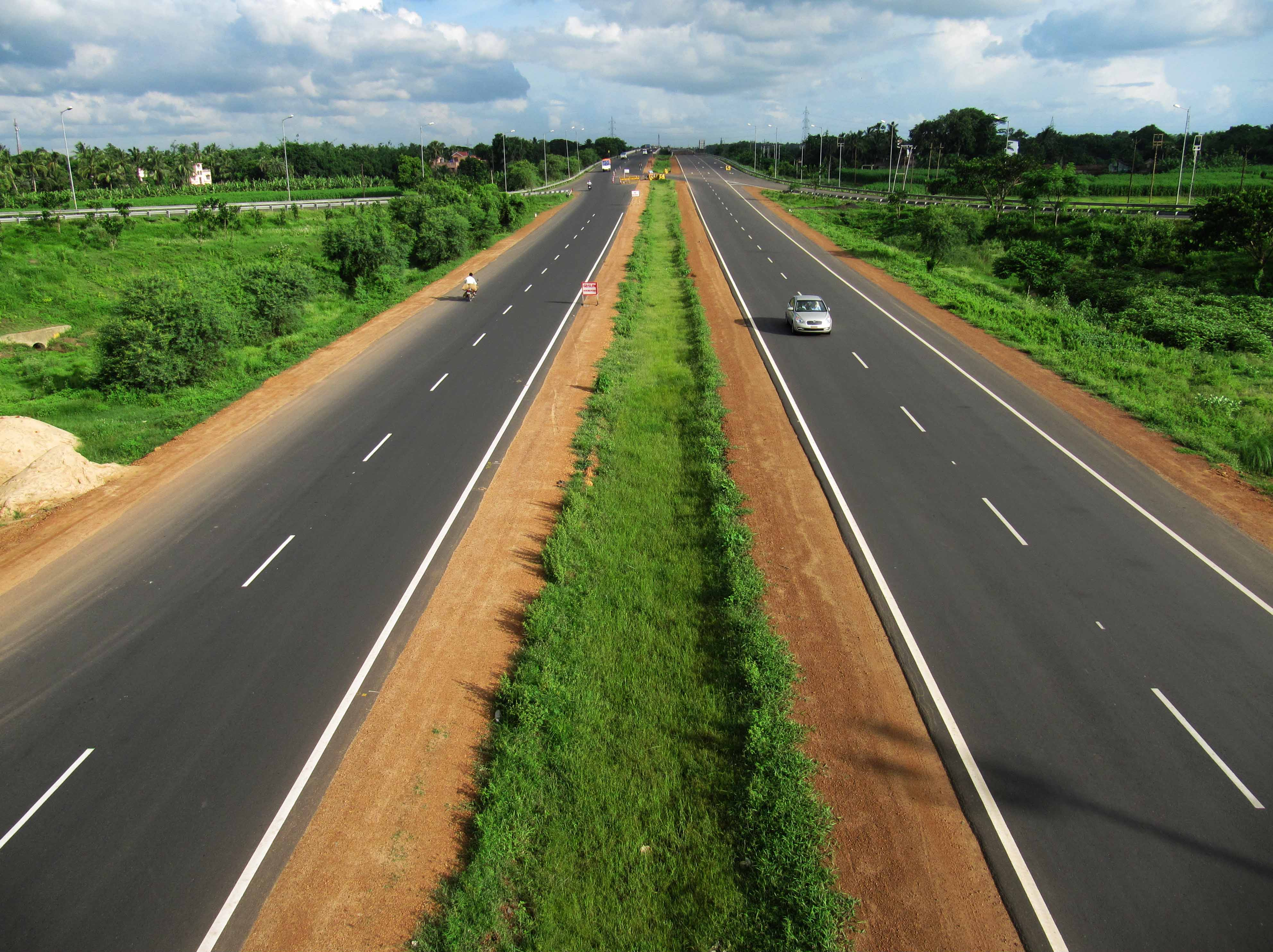
ドゥルガプル附近の国道19号線

インド国内区間の全長は2,648 km。また、2011年に国道の番号が変更となった。
- 国道102号線（英語版） : マニプル州モレ（英語版） - インパール
- 国道2号線（英語版） : インパール - ナガランド州コヒマ
- 国道29号線（英語版） : コヒマ - ディマプール - アッサム州ダバカ（英語版）
- 国道27号線（英語版） : ダバカ - ナガオン（英語版） - メーガーラヤ州ジョラバット（英語版）
- 国道6号線（英語版） : ジョラバット - シロン
- 国道206号線（英語版） : シロン - ダウキ（英語版）

### バングラデシュ
バングラデシュ国内区間の全長は508 km。
- N2（英語版） : シレット管区タマビル - シレット - ダッカ管区カチャプール - ダッカ
- N5（英語版） : ダッカ - タンガイル（英語版）
- N7（英語版） : タンガイル - ラジシャヒ管区カマルカンダ（英語版） - クルナ管区ジェソール
- N706 : ジェソール - ベナポール（英語版）

### インド
- 国道112号線（英語版） : 西ベンガル州ペトラポール（英語版） - バンガオン（英語版） - バラサト（英語版）
- 国道12号線（英語版） : バラサト - コルカタ
- 国道19号線（英語版） : コルカタ - ドゥルガプル - ジャールカンド州バーリ（英語版） - ウッタル・プラデーシュ州カーンプル - アーグラ - デリー首都圏デリー - ニューデリー
- 国道44号線（英語版） : ニューデリー - パンジャーブ州ジャランダル
- 国道3号線（英語版） : ジャランダル - アムリトサル - アッタリ（英語版）（印パ国境を挟んでアッタリとワーガの町が相対する）

### パキスタン

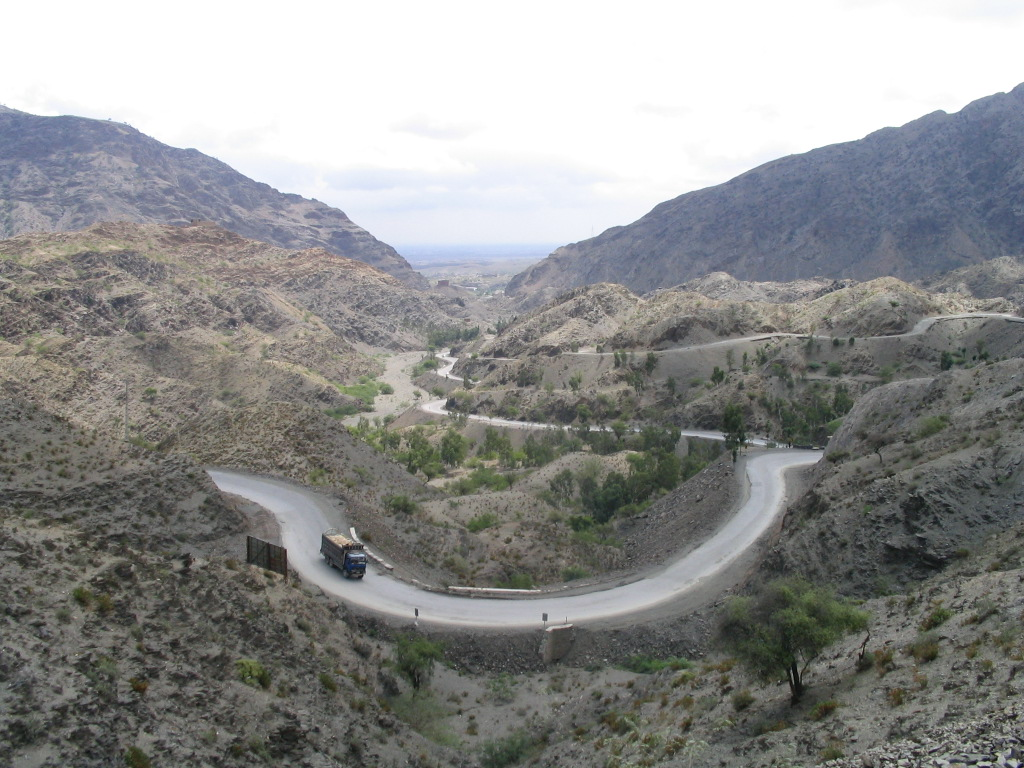
カイバル峠のアフガニスタン側。奥に見える平地はパキスタン

パキスタン国内区間の全長は607 km。
- パンジャーブ州ワーガ - ラホール
- M2高速道路（英語版） : ラホール - イスラマバード
- M1高速道路（英語版） : イスラマバード - カイバル・パクトゥンクワ州ペシャーワル
- N-5国道（英語版） : ペシャーワル - トールハム - カイバル峠（アフガニスタン国境）

### アフガニスタン
アフガニスタン国内区間の全長は1,400 km。
- 高速道路1号線（英語版） : カイバル峠 - ナンガルハール州ジャラーラーバード - カーブル州カーブル - カンダハール州カンダハール - ニームルーズ州デララーム（英語版） - ヘラート州ヘラート - エスラームガルエ（英語版、ペルシア語版）（イスラームカルア）

### イラン

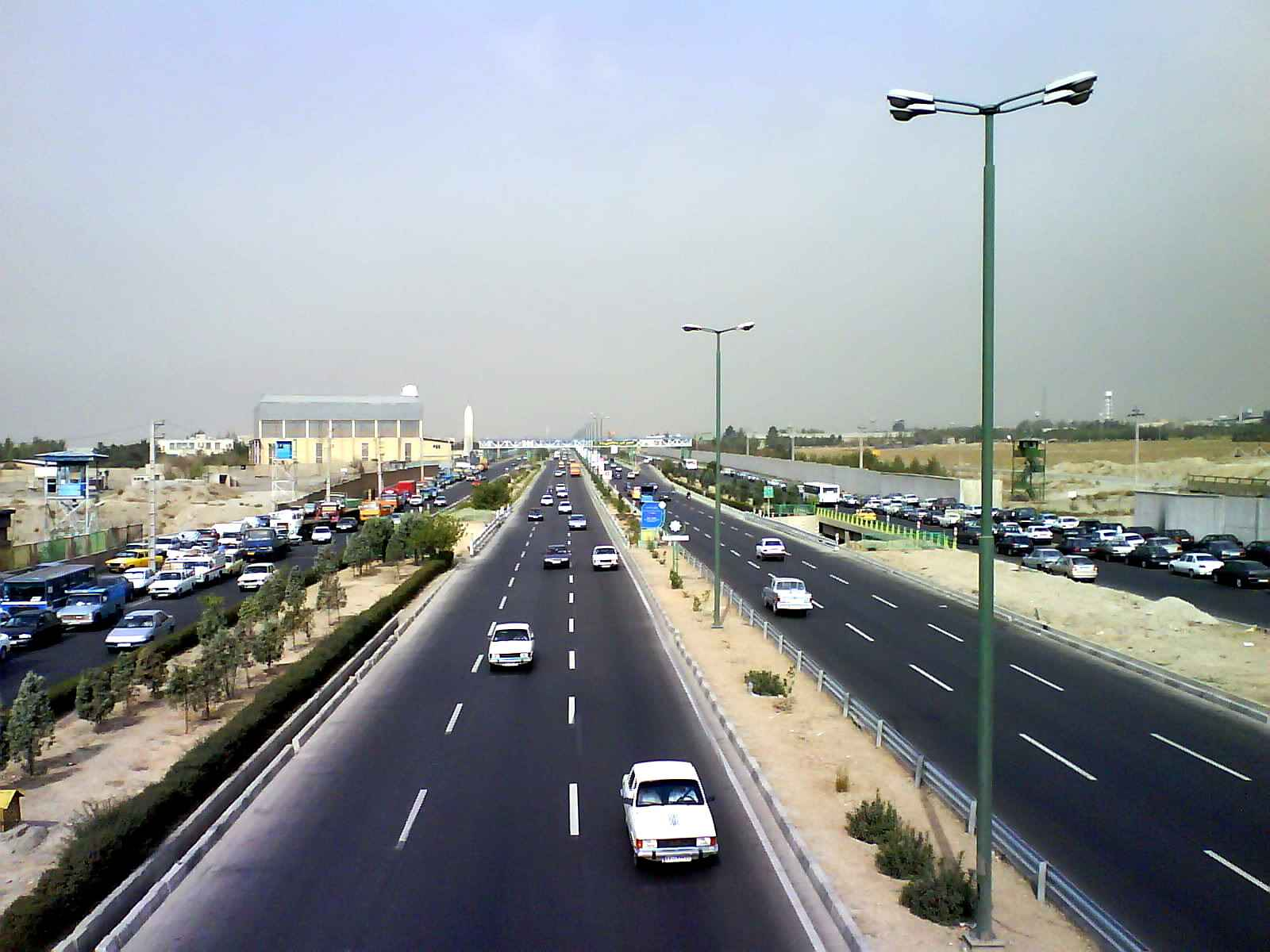
テヘラン近郊の高速道路

イラン国内区間の全長は2,103 km。
- 国道36号線（英語版） : ラザヴィー・ホラーサーン州エスラームガルエ - ターイバード（英語版）
- 国道97号線（英語版） : ターイバード - サングバスト（英語版）
- 国道44号線（英語版） : サングバスト - セムナーン州シャールード（英語版） - ダームガーン - セムナーン - テヘラン州テヘラン
- 高速道路2号線（英語版） : テヘラン - ガズヴィーン州ガズヴィーン - 東アーザルバーイジャーン州タブリーズ
- 国道32号線（英語版） : タブリーズ - バーザルガーン（英語版）

### トルコ
トルコ国内区間の全長は1,915 km。

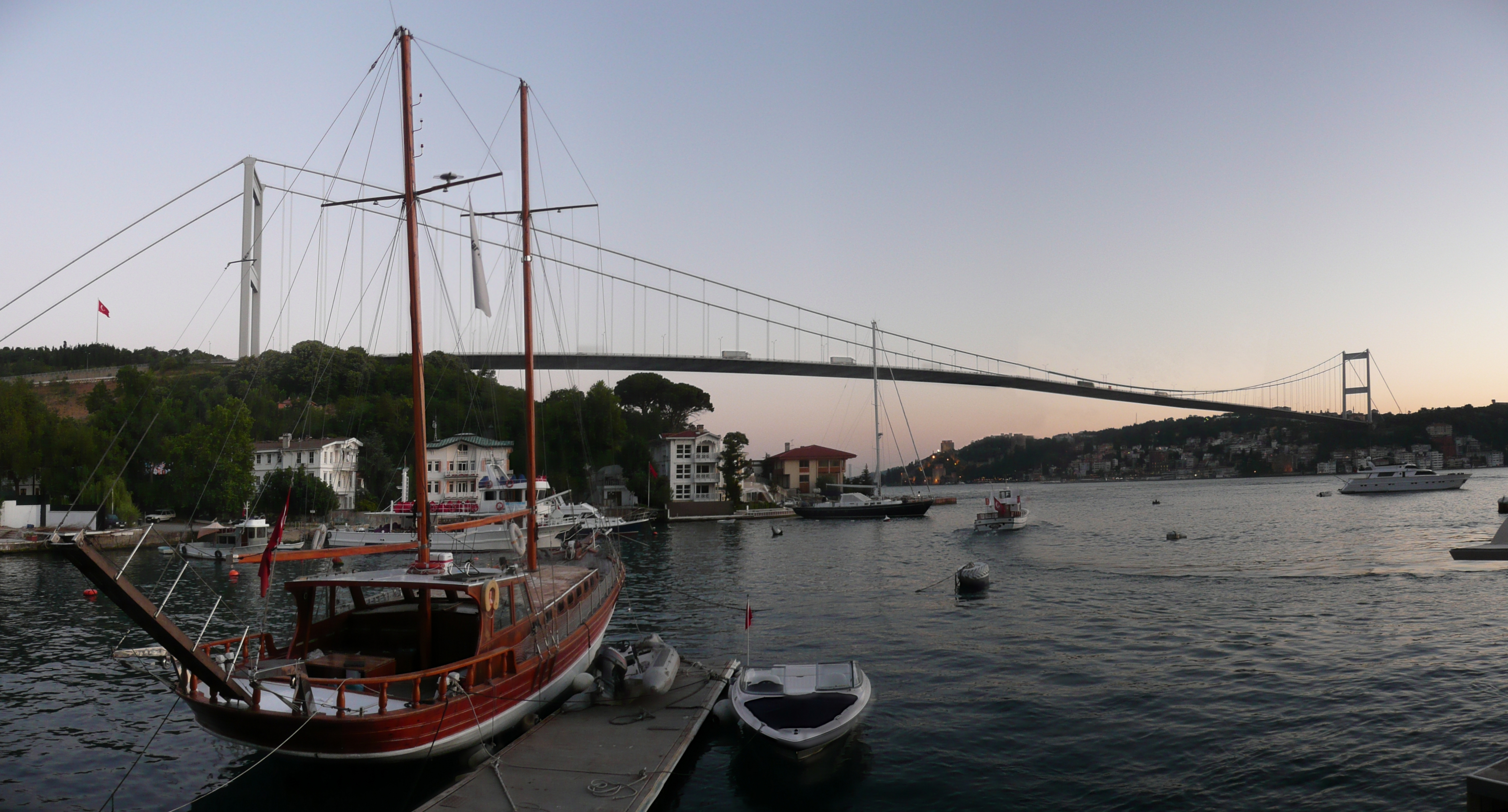
AH-1とE80の重複区間であるボスポラス海峡に架かるファーティフ・スルタン・メフメト橋

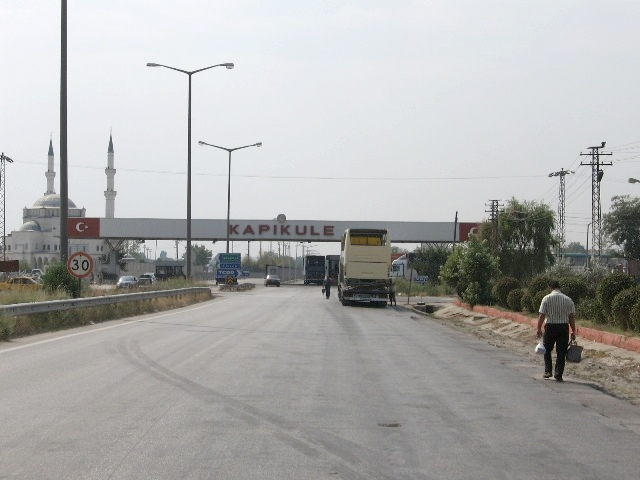
アジアハイウェイ1号線終点のトルコ・ブルガリア国境

トルコ国内のアジアハイウェイ1号線は  欧州自動車道路E80号線にも指定されている。E80号線はトルコブルガリア国境で  マリツァ高速道路と接続したのち、ヨーロッパ南部を横断してポルトガルのリスボンに至る路線である。
- D100国道（英語版） : アール県ギュルブラク（英語版）（イラン国境） - ドゥバヤジット（英語版） - エルズルム県アスカレ（英語版） - エルズィンジャン県レファヒエ（英語版）
- D200国道（英語版） : レファヒエ - スィヴァス県スィヴァス - アンカラ県アンカラ
- オトヨル 4（英語版） : アンカラ - ボル県ゲレデ（英語版） - イスタンブール県イスタンブール
- オトヨル 2（英語版） : イスタンブール - ファーティフ・スルタン・メフメト橋
- オトヨル 3（英語版） : ファーティフ・スルタン・メフメト橋 - イスタンブール - エディルネ県エディルネ
- D100国道 : エディルネ - カプクレ - ブルガリア国境 (北緯41度43分5秒 東経26度21分7.7秒 / 北緯41.71806度 東経26.352139度)

## 国境
| 通過国1        | 通過国2         | 位置                                                                      |
| -------------- | --------------- | ------------------------------------------------------------------------- |
| 日本           | 韓国            | 海上（対馬海峡西水道）                                                    |
| 韓国           | 北朝鮮          | 板門店                                                                    |
| 北朝鮮         | 中華人民共和国  | 北緯40度06分58.9秒 東経124度23分26.5秒 / 北緯40.116361度 東経124.390694度 |
| 中華人民共和国 | ベトナム        | 北緯21度58分25.3秒 東経106度42分41.6秒 / 北緯21.973694度 東経106.711556度 |
| ベトナム       | カンボジア      | 北緯11度04分32.8秒 東経106度10分19.5秒 / 北緯11.075778度 東経106.172083度 |
| カンボジア     | タイ            | 北緯13度39分40.9秒 東経102度33分00.1秒 / 北緯13.661361度 東経102.550028度 |
| タイ           | ミャンマー      | 北緯16度41分26.2秒 東経98度30分58.8秒 / 北緯16.690611度 東経98.516333度   |
| ミャンマー     | インド          | 北緯24度14分48.5秒 東経94度18分28.8秒 / 北緯24.246806度 東経94.308000度   |
| インド         | バングラデシュ  | 北緯25度11分01.1秒 東経92度01分55.8秒 / 北緯25.183639度 東経92.032167度   |
| バングラデシュ | インド          | 北緯23度02分20.0秒 東経88度53分02.2秒 / 北緯23.038889度 東経88.883944度   |
| インド         | パキスタン      | 北緯31度36分16.7秒 東経74度34分23.1秒 / 北緯31.604639度 東経74.573083度   |
| パキスタン     | アフガニスタン  | 北緯34度07分20.2秒 東経71度05分37.4秒 / 北緯34.122278度 東経71.093722度   |
| アフガニスタン | イラン          | 北緯34度42分31.5秒 東経61度00分12.6秒 / 北緯34.708750度 東経61.003500度   |
| イラン         | トルコ          | 北緯39度24分43.1秒 東経44度22分41.8秒 / 北緯39.411972度 東経44.378278度   |
| トルコ         | （ ブルガリア） | 北緯41度43分5秒 東経26度21分7.7秒 / 北緯41.71806度 東経26.352139度        |